# Jessica Webber
Jessica Webber ist eine britische Schauspielerin.

## Leben und Karriere
Webber begann ihre Schauspielkarriere begann sie mit Auftritten in Kurzfilmen, darunter Tongue Tied und Chocolate Cake. Anschließend bekam sie 2019 in dem Film Here Comes Hell eine Hauptrolle. Unter anderem spielte sie 2021 in dem Film Followers mit. Außerdem trat sie 2023 in After Everything auf. 2024 war sie in einer Folge in A Good Girl's Guide to Murder zu sehen.

## Filmografie
- 2014: Tongue Tied (Kurzfilm)
- 2017: Chocolate Cake (Kurzfilm)
- 2017: #Starvecrow
- 2019: Here comes Hell
- 2020: Breach (Kurzfilm)
- 2021: Followers
- 2023: After Everything
- 2024: A Good Girl’s Guide to Murder (Fernsehserie, 1 Episode)